# Nagroda Margaret Sanger
Nagroda Margaret Sanger − nagroda przyznawana corocznie przez Planned Parenthood Federation of America od 1966 roku. Ustanowiona w celu uhonorowania dziedzictwa Margaret Sanger, założycielki Planned Parenthood i rzeczniczki planowania rodziny, jest najwyższym wyróżnieniem przyznawanym przez Federację. Jest przyznawana osobom indywidualnym w uznaniu zasług i przywództwa w dziedzinie zdrowia i praw reprodukcyjnych. 

## Laureaci
- 1966 William H. Draper Jr., Carl G. Hartman, Lyndon B. Johnson, Martin Luther King
- 1967 John D. Rockefeller III
- 1968 Ernest Gruening
- 1969 Hugh Mackintosh Foot
- 1970 Joseph Tydings
- 1971 Louis M. Hellman
- 1972 Alan F. Guttmacher
- 1973 Sarah Lewit Tietze, Christopher Tietze
- 1974 Harriet F. Pilpel
- 1975 Cass Canfield
- 1976 John Rock
- 1977 Bernard Berelson
- 1978 Julia Henderson, Frederick S. Jaffe, Edris Rice-Wray
- 1979 Alfred E. Moran, Robert Packwood
- 1980 Mary S. Calderone, Sarah Weddington
- 1981 William G. Milliken
- 1982 Jihan Sadat
- 1983 Katharine Hepburn
- 1984 Paul Moore
- 1985 Guadalupe de la Vega, Mechai Viravaidya
- 1986 Jeannie I. Rosoff
- 1987 Phil Donahue
- 1988 Ann Landers, Abigail Van Buren
- 1989 Henry Morgentaler
- 1990 Mufaweza Khan
- 1991 Bella Abzug
- 1992 Faye Wattleton
- 1993 Richard Steele, Audrey Steele Burnand, Barbara Steele Williams
- 1994 Fred Sai
- 1995 Jane Hodgson
- 1996 Harry Blackmun
- 1997 Louise Tyrer, Robin Chandler Duke
- 1998 Howard Moody
- 2000 Nafis Sadik
- 2001 Kathleen Turner
- 2003 Jane Fonda
- 2004 Ted Turner
- 2005 Gloria Feldt
- 2006 Karen Pearl, Allan Rosenfield
- 2007 Dolores Huerta
- 2008 Kenneth C. Edelin
- 2009 Hillary Clinton
- 2010 Ellen R. Malcolm
- 2011 Anthony D. Romero
- 2012 Philip Darney, Uta Landy
- 2013 Ruth K. Westheimer
- 2014 Nancy Pelosi
- 2015 Willie Parker